# Ambros Speiser

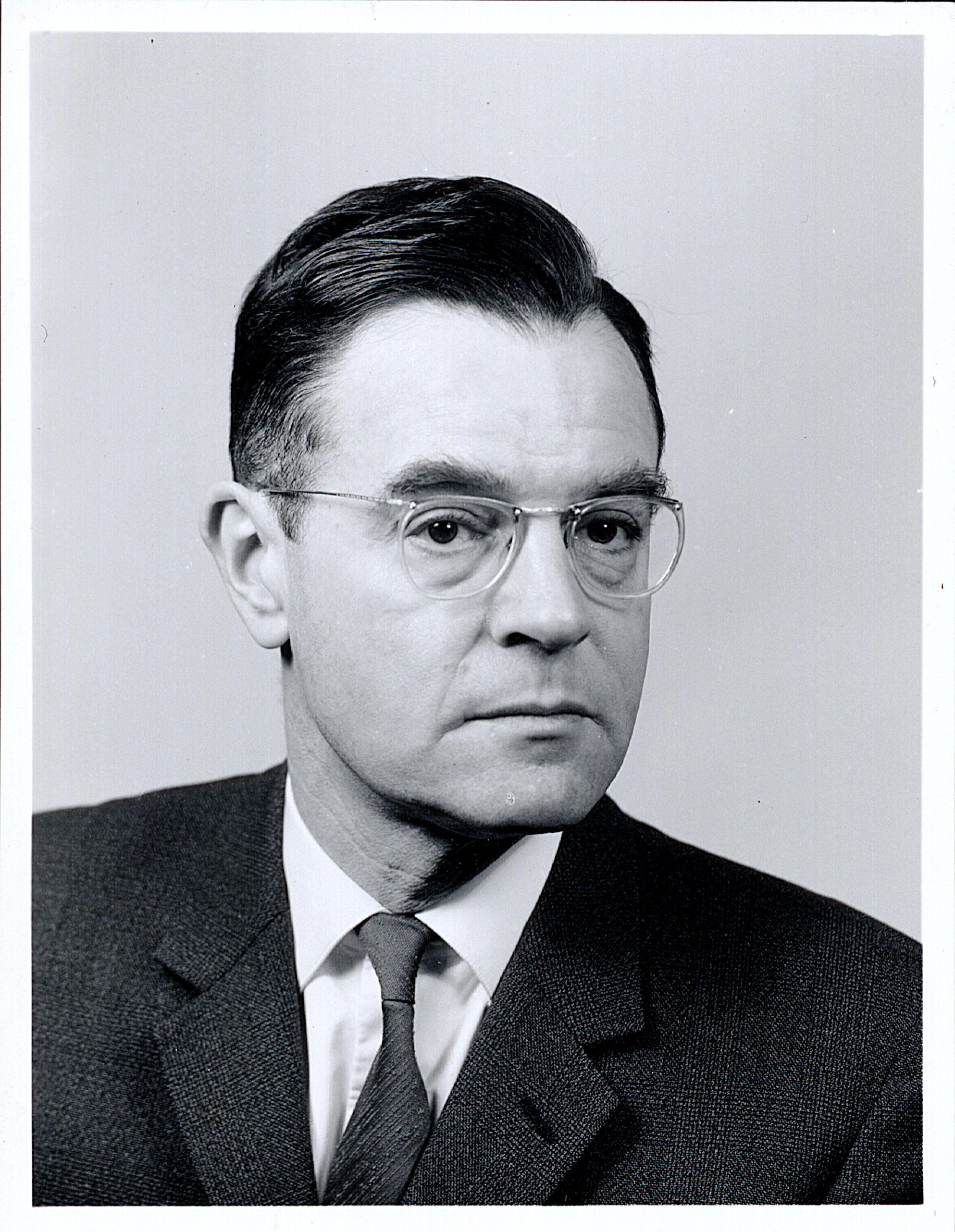
Ambros Speiser (1970)

Ambrosius Paul Speiser (* 13. November 1922 in Basel; † 10. Mai 2003 in Aarau) war ein Schweizer Ingenieur und Wissenschaftler. Er leitete den Bau des ersten schweizerischen Computers.

## Leben
Ambros Speiser kam als Sohn des Politikers Ernst Speiser zur Welt. Er studierte Elektrotechnik an der Eidgenössischen Technischen Hochschule (ETH), wo er 1948 mit dem Diplom in Schwachstromtechnik abschloss. 1948 und 1949 hielt er sich mit Eduard Stiefel und Heinz Rutishauser in Harvard bei Howard H. Aiken und in Princeton bei John von Neumann auf, wo sie die während des Zweiten Weltkriegs entwickelten amerikanischen Computer, wie zum Beispiel den Mark III, kennenlernten. Zwar konnte das 1948 gegründete Institut für angewandte Mathematik der ETH 1950 Konrad Zuses Z4 erwerben, doch gab es noch keine weiteren programmierbaren Rechner, die kommerziell angeboten wurden und für wissenschaftliches Arbeiten geeignet gewesen wären. Das führte zur Idee einer Eigenentwicklung. Unter Speisers technischer Leitung entstand zwischen 1950 und 1955 die erste elektronische Rechenmaschine der Schweiz, ERMETH.
Speiser promovierte und habilitierte noch während der Entwicklung von ERMETH, begann aber eine industrielle Karriere, indem er 1955 zu IBM wechselte. Von 1956 bis 1966 war er Direktor des IBM-Forschungslabors in Rüschlikon. 1966 bekam er von Brown, Boveri & Cie. den Auftrag, als Forschungsdirektor die konzernweite Forschung und das Forschungszentrum in Dättwil aufzubauen. Dort forschten unter seiner Leitung u. a. André Jaecklin, Anton Menth, Peter Schulthess und Peter Wild. 
1962 ernannte die ETH Speiser zum Titularprofessor. Dort hielt er die Freifachvorlesung Digitale Rechenanlagen, bevor die ETH ein formales Programm für ein Informatikstudium und ein entsprechendes Institut hatte. Sein gleich betiteltes Buch diente als Vorlesungsgrundlage. 1986 verlieh sie ihm die Ehrendoktorwürde für seine Pionierarbeit auf dem Gebiet der Informatik. Die Schweizerische Akademie der Technischen Wissenschaften wählte Speiser 1987 als Präsidenten in ihren Vorstand und verlieh ihm bei seinem Rücktritt 1993 die Ehrenmitgliedschaft. Speiser war auch Mitglied des Schweizerischen Schulrats, Stiftungsrat des Schweizerischen Nationalfonds und 1983 bis 1988 Präsident des Vororts (heute Economiesuisse).

## Schriften
- Entwurf eines elektronischen Rechengerätes unter besonderer Berücksichtigung des Erfordernisses eines minimalen Materialaufwandes bei gegebener mathematischer Leistungsfähigkeit. Dissertation ETH Zürich, 1950.
- mit Heinz Rutishauser, Eduard Stiefel: Programmgesteuerte digitale Rechengeräte (Elektronische Rechenmaschinen). Birkhäuser, Basel 1951.
- Digitale Rechenanlagen. Springer, Berlin 1961 (weitere Auflagen folgten).
- Wandlungen in den Beziehungen zwischen Wissenschaft und Technik in der Maschinenindustrie. In: Festschrift zum 60. Geburtstag von Prof. Dr. h. c. E. Baumann. Stiftung Hasler-Werke. Arbeitsgemeinschaft für Elektrische Nachrichtentechnik (AGEN), Zürich 1969, Nr. 10, S. 10–13.
- Über die Zukunft der Technik. Eine weltweite Betrachtung. Referat und Diskussion der 33. Sitzung der Studiengruppe Energieperspektiven, Baden, 28. Januar 1988.